# Grande Prêmio da Suíça
O Grande Prêmio da Suíça foi um evento automobilístico da Fórmula 1 realizado entre 1950 e 1982. Não houve provas de 1955 a 1975 e de 1976 a 1981, tornando-se proibidas em função da sequência dos trágicos acontecimentos das 24 Horas de Le Mans 1955, onde o Mercedes desgovernado do francês Pierre Levegh matou 80 espectadores.
Foram quase 60 anos de proibição ao automobilismo na Suíça, desde o trágico acidente nas 24 Horas de Le Mans de 1955. Mas na terça-feira, 16 de março de 2015, foi aprovada pelo Conselho dos Estados da Suíça uma moção para que o país volta a receber o esporte. Serve apenas para carros elétricos, no entanto.
Domingo, 10 de junho de 2018, 64 anos depois marcou a volta de uma prova automobilística na Suíça, na etapa de Zurique, a primeira prova em território suíço da Fórmula E e com vitória do brasileiro Lucas di Grassi.

## Vencedores
A cor rosa indica que a prova não fez parte do Mundial de Fórmula 1.
A cor creme indica que a prova fez parte do Campeonato Europeu de Automobilismo no período Pré-Guerra.
| Ano                                                                                        | Piloto                                   | Construtor                               | Local                                    | Resumo                                   |                                          |
| ------------------------------------------------------------------------------------------ | ---------------------------------------- | ---------------------------------------- | ---------------------------------------- | ---------------------------------------- | ---------------------------------------- |
| 1934                                                                                       | Hans Stuck                               | Auto Union                               | Bremgarten                               | Detalhes                                 |                                          |
| 1935                                                                                       | Rudolf Caracciola                        | Mercedes                                 | Bremgarten                               | Detalhes                                 |                                          |
| 1936                                                                                       | Bernd Rosemeyer                          | Auto Union                               | Bremgarten                               | Detalhes                                 |                                          |
| 1937                                                                                       | Rudolf Caracciola                        | Mercedes                                 | Bremgarten                               | Detalhes                                 |                                          |
| 1938                                                                                       | Rudolf Caracciola                        | Mercedes                                 | Bremgarten                               | Detalhes                                 |                                          |
| 1939                                                                                       | Hermann Lang                             | Mercedes                                 | Bremgarten                               | Detalhes                                 |                                          |
| Não realizado entre 1940 e 1946 por causa da Segunda Guerra Mundial                        |                                          |                                          |                                          |                                          |                                          |
| 1947                                                                                       | Jean-Pierre Wimille                      | Alfa Romeo                               | Bremgarten                               | Detalhes                                 |                                          |
| 1948                                                                                       | Carlo Felice Trossi                      | Alfa Romeo                               | Bremgarten                               | Detalhes                                 |                                          |
| 1949                                                                                       | Alberto Ascari                           | Ferrari                                  | Bremgarten                               | Detalhes                                 |                                          |
| 1950                                                                                       | Giuseppe Farina                          | Alfa Romeo                               | Bremgarten                               | Detalhes                                 |                                          |
| 1951                                                                                       | Juan Manuel Fangio                       | Alfa Romeo                               | Bremgarten                               | Detalhes                                 |                                          |
| 1952                                                                                       | Piero Taruffi                            | Ferrari                                  | Bremgarten                               | Detalhes                                 |                                          |
| 1953                                                                                       | Alberto Ascari                           | Ferrari                                  | Bremgarten                               | Detalhes                                 |                                          |
| 1954                                                                                       | Juan Manuel Fangio                       | Mercedes                                 | Bremgarten                               | Detalhes                                 |                                          |
| Cancelado após o Desastre de Le Mans em 1955 Proibiram o automobilismo em território suíço |                                          |                                          |                                          |                                          |                                          |
| 1975                                                                                       | Clay Regazzoni                           | Ferrari                                  | Dijon-Prenois                            | Detalhes                                 |                                          |
| Fora do calendário entre 1976 e 1981                                                       |                                          |                                          |                                          |                                          |                                          |
| 1982                                                                                       | Keke Rosberg                             | Williams-Ford                            | Dijon-Prenois                            | Detalhes                                 |                                          |
| 1983                                                                                       | Previsto para 10 de julho, foi cancelado | Previsto para 10 de julho, foi cancelado | Previsto para 10 de julho, foi cancelado | Previsto para 10 de julho, foi cancelado | Previsto para 10 de julho, foi cancelado |
| Fontes:                                                                                    |                                          |                                          |                                          |                                          |                                          |

## Recordes do Grande Prêmio da Suíça
|                       |                    |                |            |          |      |
| Bremgarten            | País/Piloto        | Chassi/Motor   | Tempo      | Extensão | Ano  |
| Pole Position         | Juan Manuel Fangio | Alfa Romeo L8c | 2min 35s 9 | 7.280 km | 1951 |
| Melhor Volta na Prova | Juan Manuel Fangio | Mercedes L8    | 2min 39s 7 | 7.280 km | 1954 |

## Pilotos que mais venceram
Em rosa e creme indica que a prova não fez parte do Mundial de Fórmula 1.
|          |                     |                  |  |  |
| Vitórias | Pilotos             | Edições          |  |  |
|          |                     |                  |  |  |
| 3        | Rudolf Caracciola   | 1935, 1937, 1938 |  |  |
| 2        | Alberto Ascari      | 1949, 1953       |  |  |
| 2        | Juan Manuel Fangio  | 1951, 1954       |  |  |
| 1        | Hans Stuck          | 1934             |  |  |
| 1        | Bernd Rosemeyer     | 1936             |  |  |
| 1        | Hermann Lang        | 1939             |  |  |
| 1        | Jean-Pierre Wimille | 1947             |  |  |
| 1        | Carlo Felice Trossi | 1948             |  |  |
| 1        | Giuseppe Farina     | 1950             |  |  |
| 1        | Piero Taruffi       | 1952             |  |  |
| 1        | Clay Regazzoni      | 1975             |  |  |
| 1        | Keke Rosberg        | 1982             |  |  |

|          |            |                              |
| Vitórias | Construtor | Edições                      |
| 5        | Mercedes   | 1935, 1937, 1938, 1939, 1954 |
| 4        | Alfa Romeo | 1947, 1948, 1950, 1951       |
| 4        | Ferrari    | 1949, 1952, 1953, 1975       |
| 2        | Auto Union | 1934, 1936                   |
| 1        | Williams   | 1982                         |

|          |            |                              |
| Vitórias | Construtor | Edições                      |
| 5        | Alemanha   | 1935, 1936, 1937, 1938, 1939 |
| 5        | Itália     | 1948, 1949, 1950, 1952, 1953 |
| 2        | Argentina  | 1951, 1954                   |
| 1        | Alemanha   | 1934                         |
| 1        | França     | 1947                         |
| 1        | Suíça      | 1975                         |
| 1        | Finlândia  | 1982                         |